# Cauldron Snout
Koordinaten: 54° 39′ 14″ N, 2° 17′ 23″ W

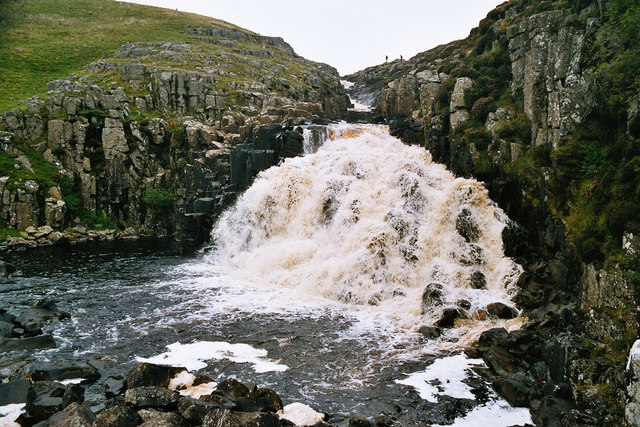
Die Cauldron Snout

Der Cauldron Snout ist eine Stromschnelle des Flusses Tees in Nordengland. Der Cauldron Snout liegt auf der Grenze zwischen Cumbria und dem County Durham direkt unterhalb des Cow Green Reservoir. Die Stromschnelle liegt in der North Pennines Area of Outstanding Natural Beauty und gilt als einer der Höhepunkte des Pennine Way.
Die Stromschnelle ist dadurch entstanden, dass sich der Tees durch die oberen Gesteinsschicht, die aus Kalkstein besteht, auf die darunter liegende Whin Sill genannte Gesteinsschicht aus Dolerit gewaschen hat.
Die Stromschnelle ist langgestreckt und der Fluss fällt auf einer Strecke von 180 m um 60 m Höhe und ist deshalb kein Wasserfall, da ein einzelner großer Fall fehlt d. h. die vertikale Komponente ist nicht größer als die horizontale Komponente. Der Wasserfluss wird durch das Cow Green Reservoir reguliert.

## Legenden
Es heißt, dass im späten 19. Jh. eine junge Frau aus der Umgebung sich im Cauldron Snout ertränkte, als ihre Liebesbeziehung zu einem Minenarbeiter scheitert. In klaren Nächten soll man die „Singing Lady“ im Mondschein auf einem Felsen sitzen sehen und ein Klagelied über ihre verflossene Liebe singen hören.

## Nachweise
1. ↑  Roly Smith, The Pennine Way, Frances Lincoln, London, 2011, S. 26 ISBN 978-0711230248 in Ausschnitten bei Google Books hier
2. ↑  "Cauldron Snout England's Highest Waterfall"